# De mauvaise foi (film, 2025)
Pour les articles homonymes, voir Mauvaise Foi.
Pour plus de détails, voir Fiche technique et Distribution.
De mauvaise foi est un  film français sorti en 2025, réalisé par Albéric Saint-Martin et adapté du roman Les pieuses combines de Réginald de Thomas Hervouët.
Le film est présenté dans la sélection officielle du festival de l'Alpe d'Huez en 2025.

## Synopsis
Un notaire vieille France (Réginald) et sa femme très pratiquante (Blandine) voient leur fille (Athénaïs) sur le point d'épouser un golden boy riche et à qui tout réussi (Eliott). Mais il est prétentieux et pire, athée. Les beaux-parents sont coincés car outre l'amour de leur fille, le gendre idéal prend en charge financièrement la restauration de leur château familial. Le notaire traite la succession d'une comtesse mourante à un jeune artiste bohème (Arthur), qui lui donne une idée. À condition que le futur héritier devienne un bon catholique, et tombe amoureux de la jolie fiancée, tous ses problèmes seraient réglés.

## Fiche technique
Sauf indication contraire, les informations mentionnées dans cette section peuvent être confirmées par la base de données cinématographiques Allociné,  présente dans la section « Liens externes ».
- Titre original : De mauvaise foi
- Réalisation : Albéric Saint-Martin
- Production : Hubert de Torcy
- Sociétés de production : Saje Production
- Société de distribution : Saje distribution
- Pays de production :  France
- Langue originale : français
- Format : couleur
- Genre : comédie
- Durée : 94 minutes
- Dates de sortie :
  - France : janvier 2025 (festival de l'Alpe d'Huez)
  - France : 7 mai 2025

## Distribution
Sauf indication contraire, les informations mentionnées dans cette section peuvent être confirmées par la base de données cinématographiques IMDb,  présente dans la section « Liens externes ».
- Pascal Demolon : Réginald
- Philippe Duquesne : Edmond
- Herrade Von Meier : Blandine
- Romane de Stabenrath : Athénaïs
- Jean-Baptiste Lafarge : Arthur
- François-David Cardonnel : Eliott
- Geoffroy Thiébaut : Georges Moulard
- Carole Fantoni : Brigitte Moulard
- Karine Dubernet : L'architecte
- Gabriella Wright : Katia
- Didier Vinson : Père Magnifis
- Evelyne Buyle : La Comtesse
- Jessyrielle Massengo: Eden[2]
- Samuel Henz: Théo